# Binger Hermann
Binger Hermann, född 19 februari 1843 i Lonaconing i Maryland, död 15 april 1926 i Roseburg i Oregon, var en amerikansk politiker (republikan). Han var ledamot av USA:s representanthus 1885–1897 och 1903–1907.
Hermanns grav är på begravningsplatsen Roseburg Memorial Gardens i Roseburg i Oregon.